# 卡沃 (莱里达省)
卡沃，是西班牙加泰罗尼亚莱里达省的一个市镇。 总面积79平方公里，总人口117人（2001年），人口密度1人/平方公里。